# 정민섭
정민섭(鄭民燮, 1940년 3월 3일 ~ 1987년 10월 26일) 대한민국의 가수이다. 정여진의 아버지이다.